# Station Czerna
Station Czerna is een spoorwegstation in de Poolse plaats Czerna.